# 浜村町
浜村町（はまむらちょう）は、鳥取県気高郡にあった自治体である。

## 概要
1915年（大正4年）に発足した2代目正条村（せいじょうそん）が町制施行に改称したものである。
浜村川下流域に位置し、北は日本海に面した。東は瑞穂村、南は勝谷村・逢坂村、西は青谷町（旧日置谷村を含む）と隣接した。
町内は浜村・勝見・八幡・下原・八束水の5大字、および浜村・温泉・新泉・勝見・八幡・下原・姉泊・姫路・船磯の9集落を編成していた。
1884年（明治17年）に鈴木甚平（県会議員・戸長・気高郡会議員などを歴任）により湯が掘り当てられ、また道路や鉄道が整備されると駅北側に浜村温泉街が形成され発展した一方、古くからあった駅南側の勝見温泉は湯量が減り次第に寂れていった。

## 沿革
- 1889年（明治22年）10月1日 - 町村制施行により気多郡勝見村、浜村、下原村、八幡村が合併して正条村（初代）が発足[2]。
- 1896年（明治29年）10月1日 - 郡の統合により気高郡に所属。
- 1915年（大正4年）6月1日 - 正条村（初代）と八束水村が合併し、改めて正条村が発足。合計5大字を編成。役場位置を大字勝見字御馬場ノ前138番地2に定める[3]。
- 1926年（大正15年）2月15日 - 役場位置を大字勝見字永江660・661番地、字砂山844番地ノ1・844番地ノ9に変更[4]。
- 1948年（昭和23年）4月1日 - 正条村が町制施行・改称して浜村町となる[5]。
- 1955年（昭和30年）7月1日 - 宝木村・酒津村・瑞穂村・逢坂村と合併し、気高町が発足。同日浜村町廃止[6]。

## 合併後
合併後は気高町の中心部として役場が勝見（後に浜村に移転）に設置された。また5大字は気高町の大字として継承されたが、1986年（昭和61年）2月に一部が北浜1〜3丁目、新町1〜3丁目となった。
現在は鳥取市気高町浜村・気高町勝見・気高町八幡・気高町下原・気高町八束水・気高町北浜・気高町新町に相当する。

## 行政

### 歴代町長
| 代         | 氏名     | 就任年月日                | 退任年月日                | 備考                     |
| ---------- | -------- | ------------------------- | ------------------------- | ------------------------ |
| 初         | 木下米造 | 1915年（大正4年）10月19日 | 1919年（大正8年）10月18日 | 正条村長                 |
| 2          | 木下米造 | 1919年（大正8年）10月19日 | 1922年（大正11年）3月13日 |                          |
| 3          | 木下静造 | 1922年（大正11年）4月10日 | 1926年（大正15年）4月9日  |                          |
| 4          | 木下静造 | 1926年（大正15年）4月10日 | 1930年（昭和5年）4月9日   |                          |
| 5          | 木下静造 | 1930年（昭和5年）4月10日  | 1934年（昭和9年）4月9日   |                          |
| 6          | 木下静造 | 1934年（昭和9年）4月10日  | 1938年（昭和13年）4月9日  |                          |
| 7          | 木下静造 | 1938年（昭和13年）4月10日 | 1942年（昭和17年）4月9日  |                          |
| 8          | 木下静造 | 1942年（昭和17年）4月10日 | 1944年（昭和19年）1月19日 | 辞職                     |
| 9          | 平尾定男 | 1944年（昭和19年）1月20日 | 1946年（昭和21年）5月13日 |                          |
| 10         | 松田清吉 | 1946年（昭和21年）8月5日  | 1947年（昭和22年）2月28日 |                          |
| 11         | 地原重治 | 1947年（昭和22年）4月5日  | 1951年（昭和26年）4月4日  | 1948年4月1日から浜村町長 |
| 12         | 地原重治 | 1951年（昭和26年）4月23日 | 1955年（昭和30年）6月30日 |                          |
| 参考文献 - |          |                           |                           |                          |

## 教育
- 浜村町立浜村小学校（現・鳥取市立浜村小学校）
- 浜村町逢坂村学校組合立浜村中学校（合併後に気高町立浜村中学校となり、その後統合により気高町立気高中学校、現在は鳥取市立気高中学校なる）

## 交通

### 鉄道
- 山陰本線：浜村駅

### 道路
- 国道9号

## 名所・旧跡
- 浜村温泉